# 海梅·菲略尔
海梅·菲略尔（英語：Jaime Fillol，1946年6月3日—），智利男子网球运动员，1968年成为职业球手。他曾获得法国网球公开赛男子双打亚军、混合双打亚军、美国网球公开赛男子双打亚军。他于1985年退役。